# オーストリア連邦鉄道2095形ディーゼル機関車
2095形は、オーストリア連邦鉄道が導入したディーゼル機関車。軌間760 mm（ボスニア軌間）の路線（軽便鉄道）向けに開発された形式である。

## 概要
長年使用されていた蒸気機関車の置き換えを目的に導入が実施されたディーゼル機関車で、シメリンク・グラーツ・パウカー（Simmering-Graz-Pauker、SGP）によって生産が実施された。両端に運転台を有する箱型車体を有し、車内にはSGP製の出力600 PS（442 kw）のディーゼルエンジンや車軸に動力を伝達するフォイト製の油圧式変速機が搭載されている。旅客・貨物双方の輸送に対応するため、制動装置には客車に対応した圧縮空気ブレーキと貨車に対応した真空ブレーキ双方が採用されている。

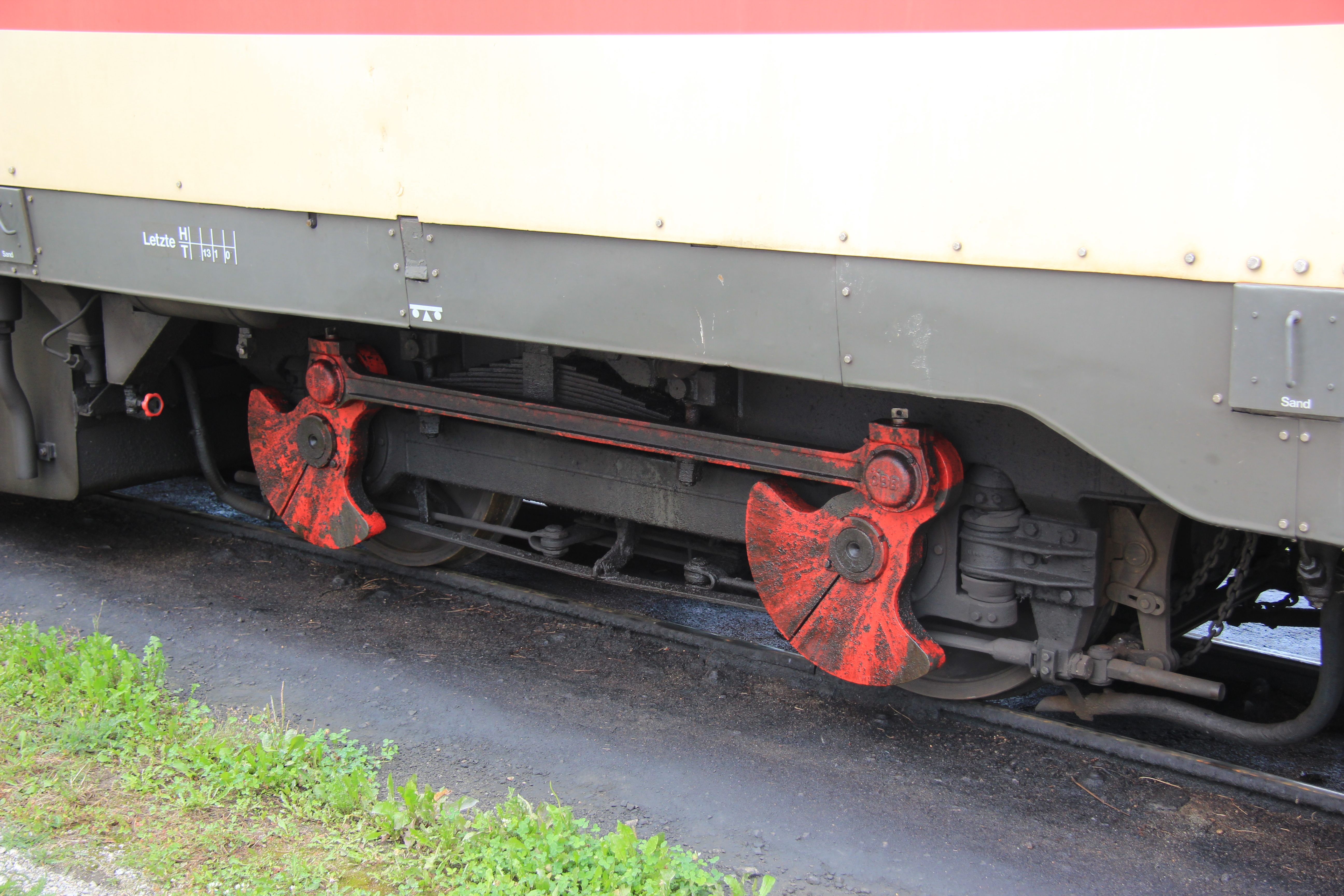
台車にはロッドが設置されている

1958年にウィーンで一般公開が行われた後、同年から1962年にかけて合計15両（2095.01 - 2095.15）が生産され、オーストリア連邦鉄道が当時所有していた以下の狭軌路線に導入された。これらのうち、初期の3両（2095.01 - 2095.03）には客車列車の暖房用に蒸気ボイラーが設置されていた一方、それ以降生産された12両にはベバスト（Webasto）製の暖房装置が設置され、初期の3両についても後年に交換が実施された。
- ブレゲンツァー森林線（ドイツ語版）
- 森林地域狭軌線
- ピンツガウ地方線
- マリアツェル線
- オーバー・グラフェンドルフ-グレステン地方線（ドイツ語版）
- イプス谷線

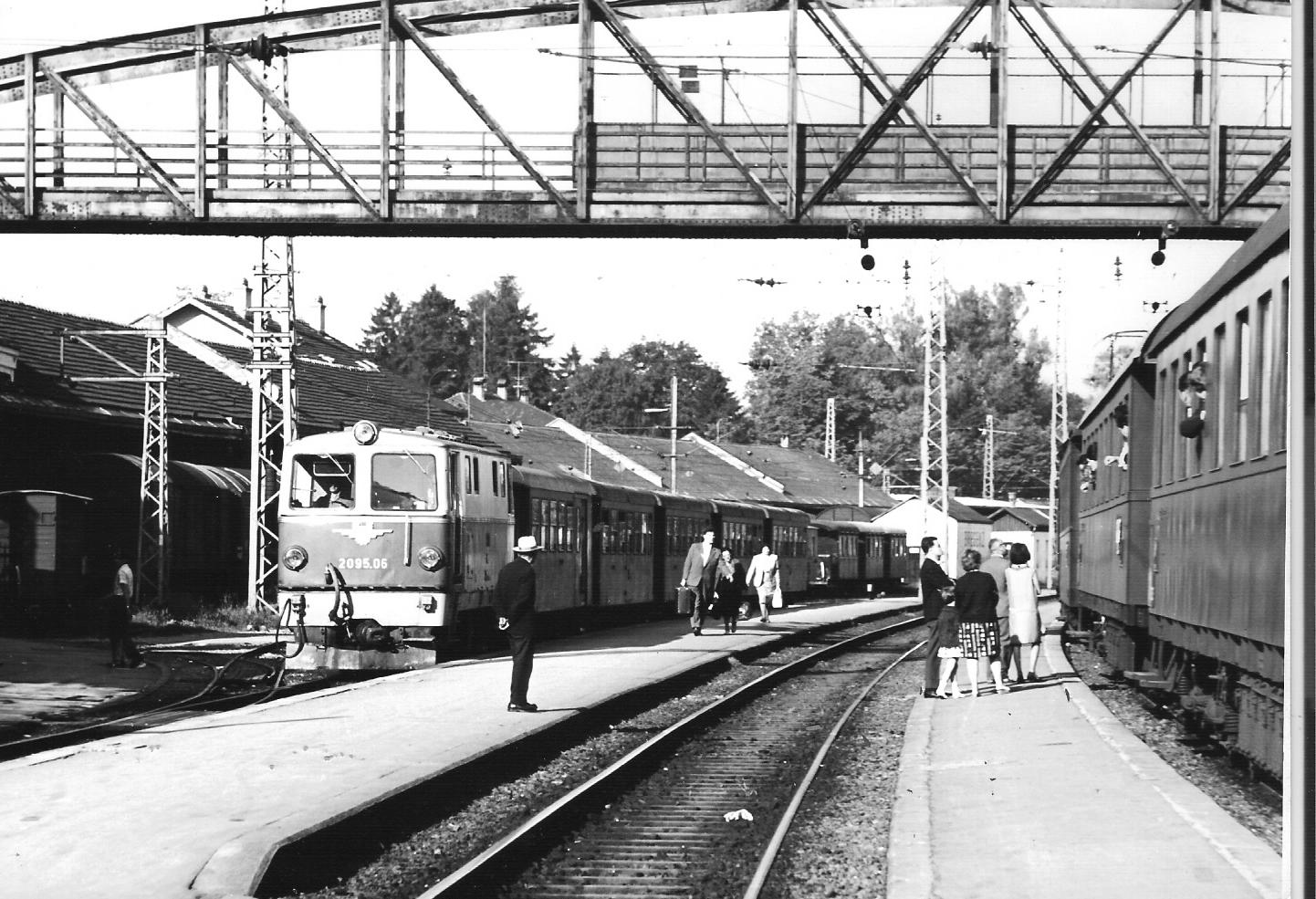
ブレゲンツァー森林線で使用された2095形（1964年撮影）
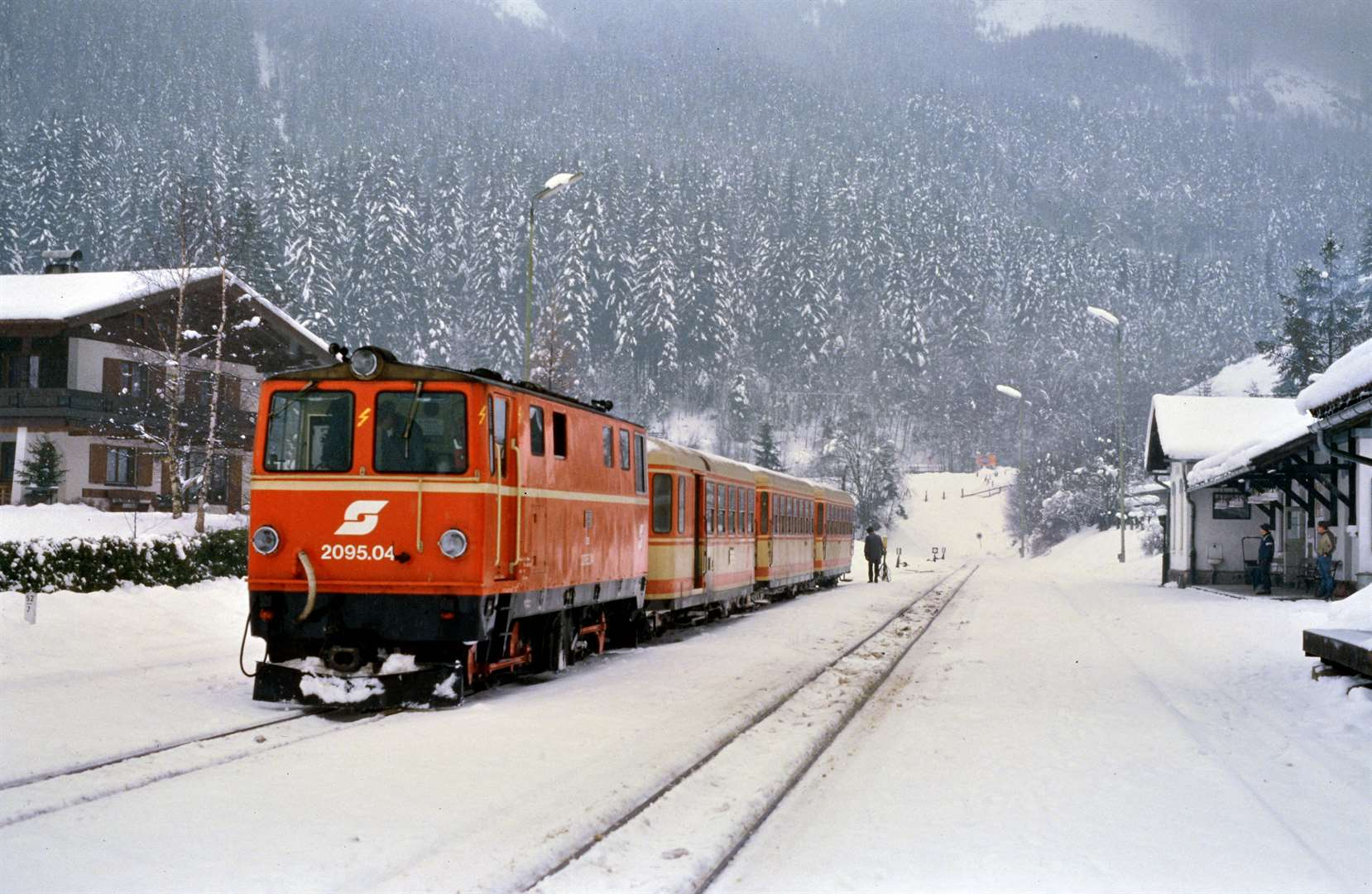
オーストリア連邦鉄道時代のピンツガウ地方線の2095形（1986年撮影）
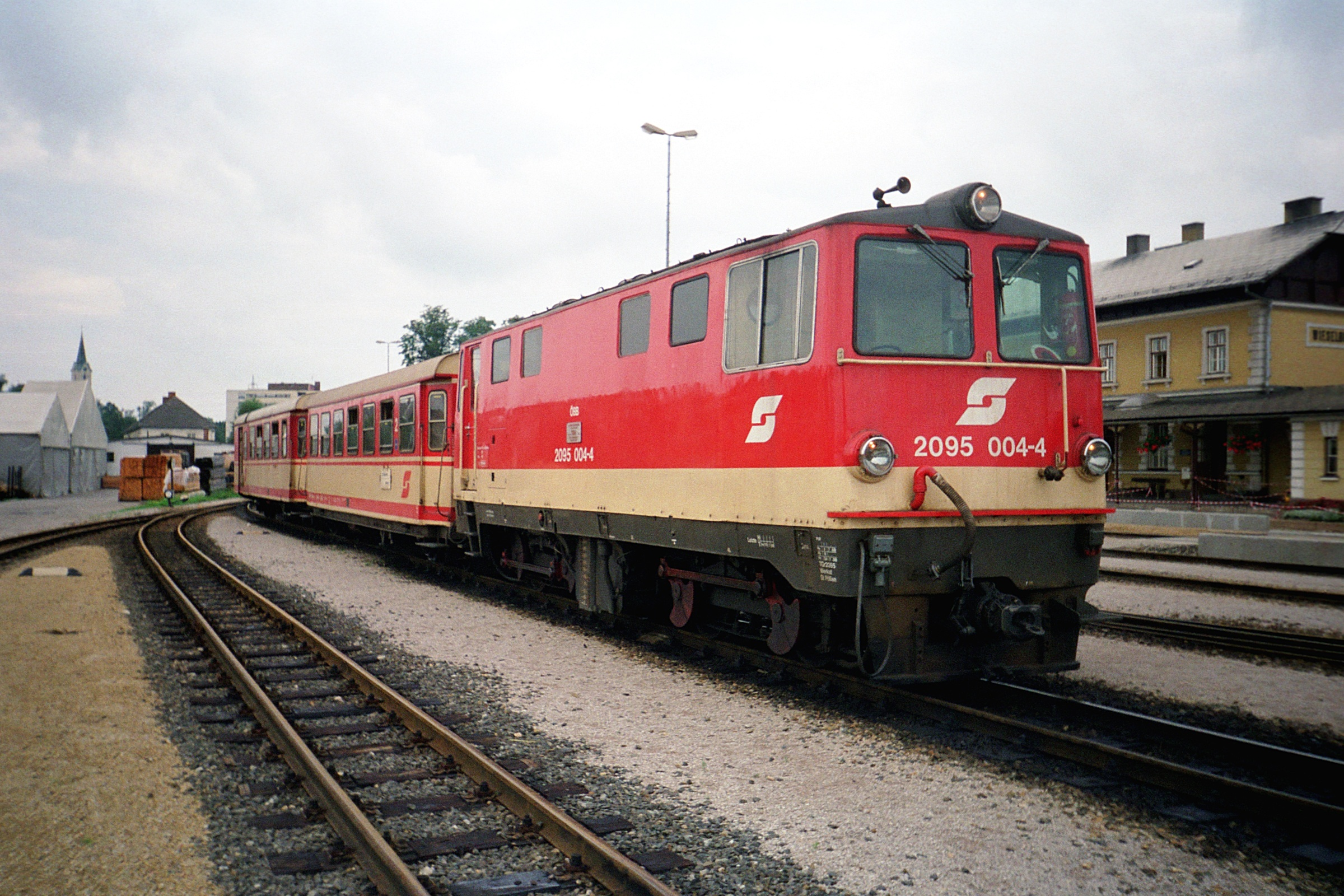
オーバー・グラフェンドルフ-グレステン地方線で使用された2095形（1989年撮影）
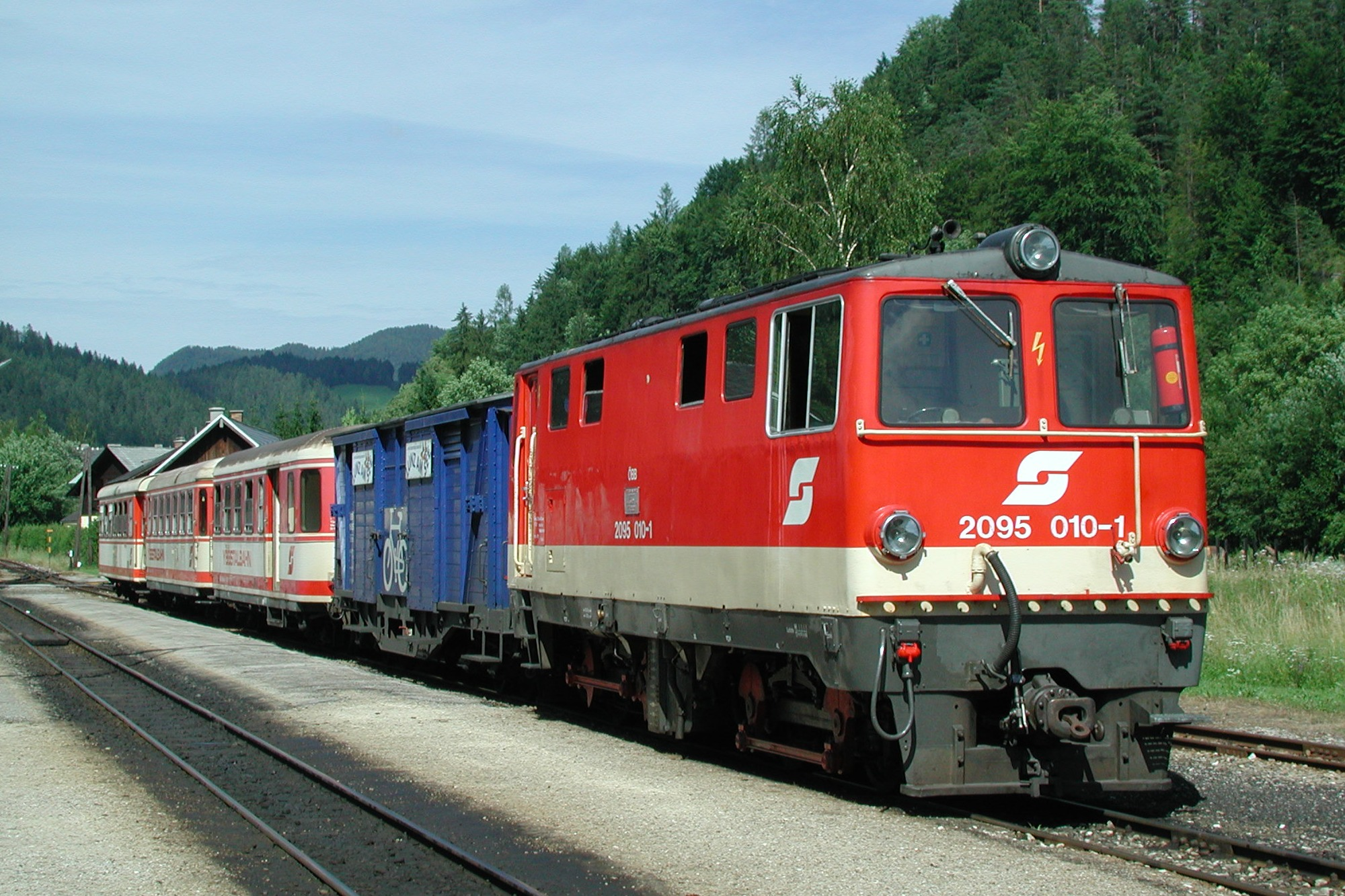
イプスタール線で使用された2095形（2000年撮影）

これらの15両のうち、一部は衝突事故が要因となり解体されたが、大半はオーストリア連邦鉄道から路線の運営権を譲受したザルツブルク公社や低地オーストリア交通機関会社（NöVOG）へ受け継がれ、2022年現在も営業運転や保線などの事業用に使われている。そのうち、ピンツガウ地方線で使用されていた車両のうち1両（2095.06→Vs 73）については2021年に貨物列車が復活したツィラータール鉄道へ貸与され、翌2022年以降運用に就いている。それ以外にも、1985年に定期運転を終了し一部が保存鉄道として現存するプレゲンツァー森林線に1両（2095.13）が在籍する他、ルーマニアにも2両が譲渡されている。

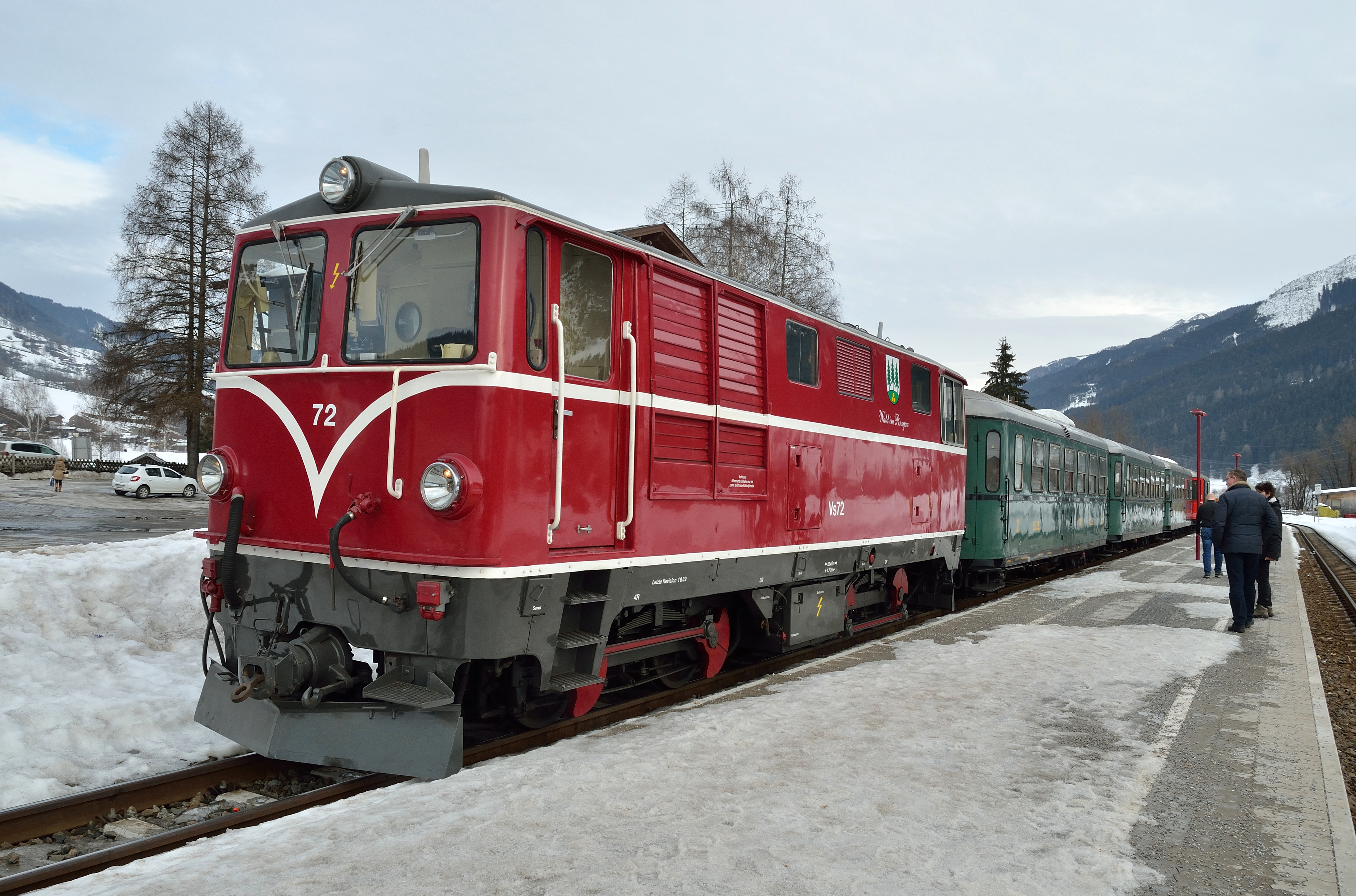
ザルツブルク公社へ移管後のピンツガウ地方線で使用される元・2095形（2019年撮影）
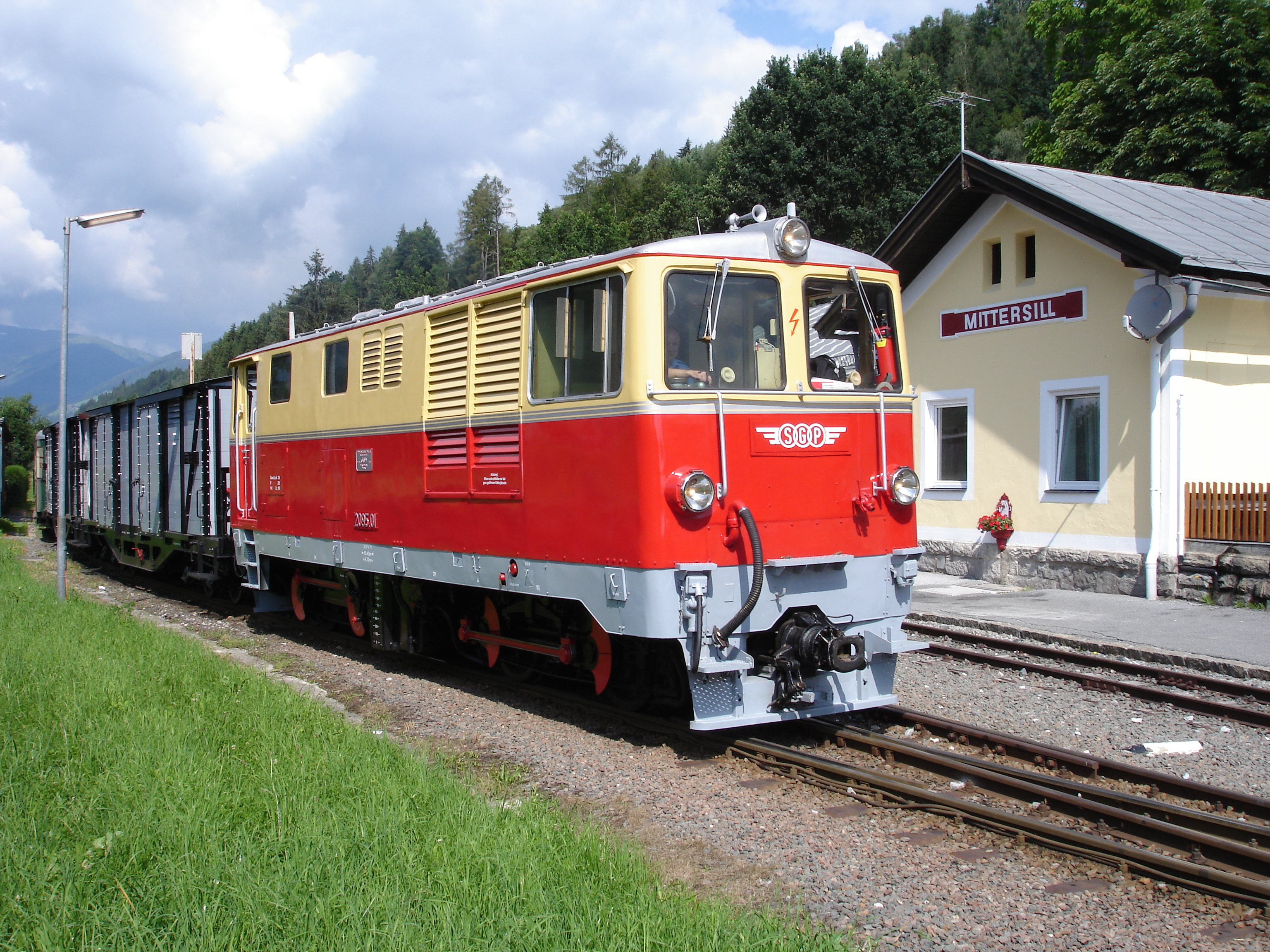
ピンツガウ地方線には2095形のトップナンバー（2095.01→Vs 71）も在籍する（2009年撮影）
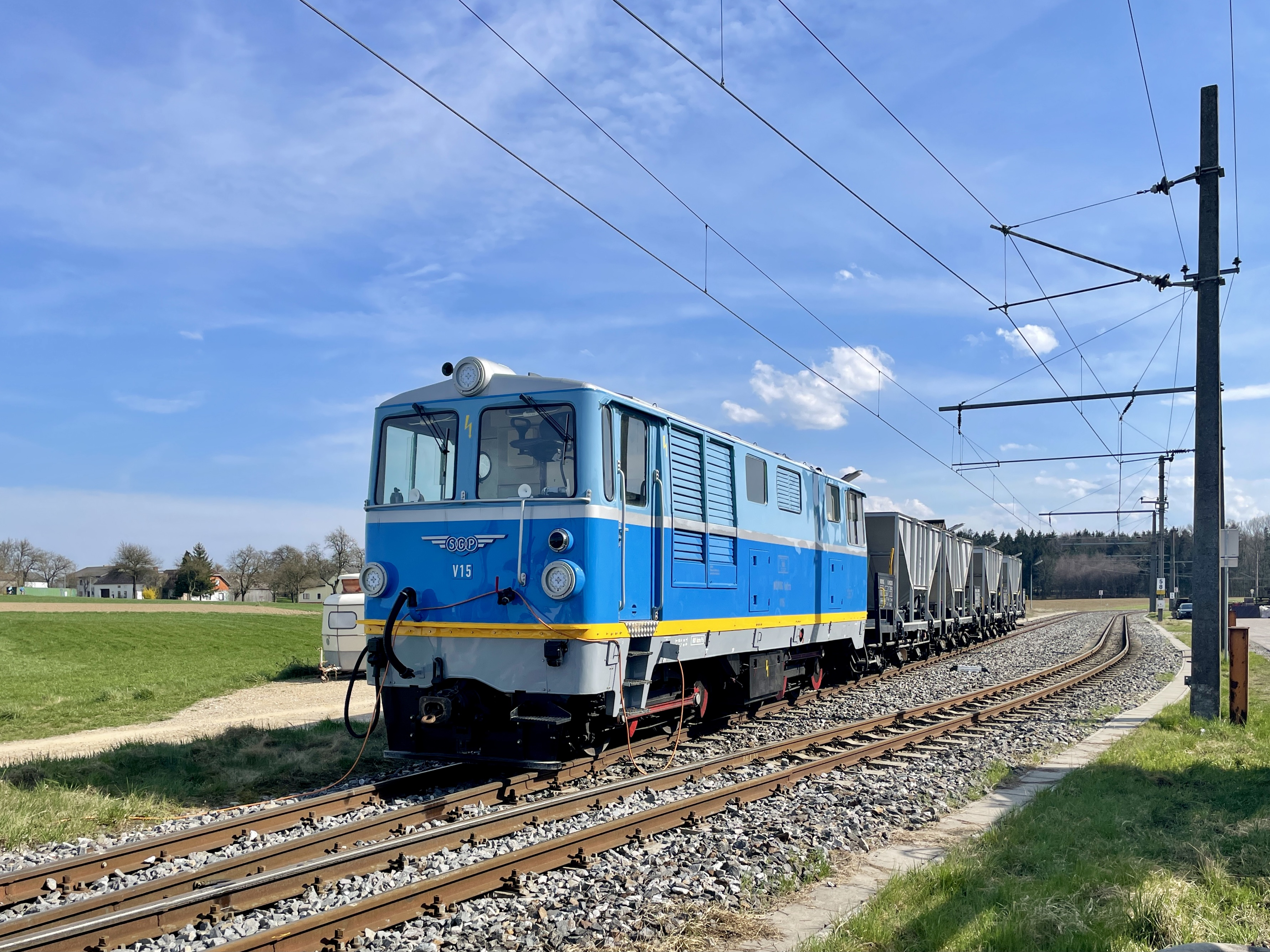
低地オーストリア交通機関会社へ移管後のマリアツェル線で保線用に在籍する元・2095形（2021年撮影）
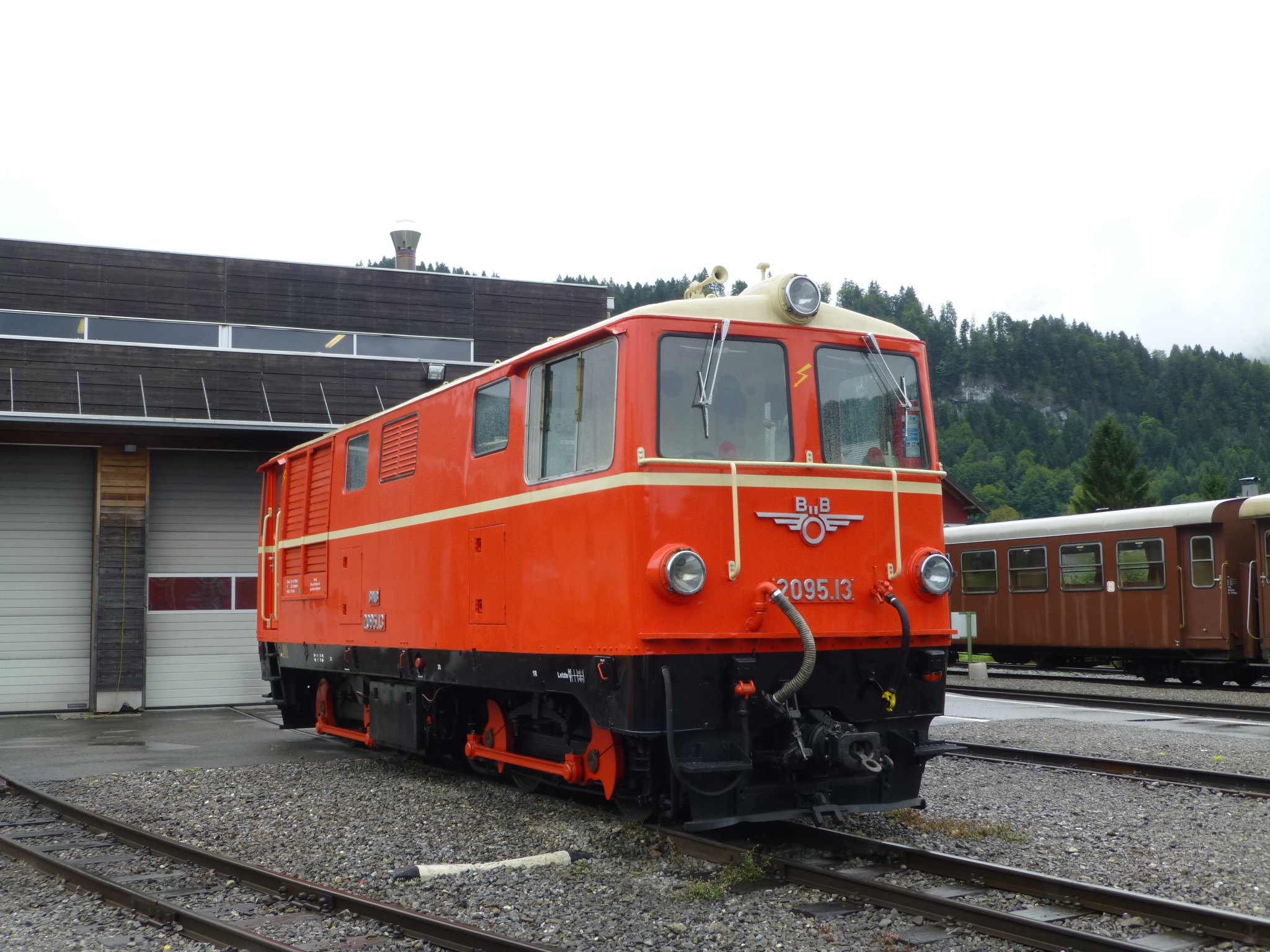
プレゲンツァー森林線の保存列車に使用される2095形（2017年撮影）